# 通江川陝省工農總醫院舊址
通江川陝省工農總醫院舊址位於四川省巴中市通江縣，文物遺址年代判定為1934－1935年。2012年7月16日公佈為四川省文物保護單位。川陝省工農總醫院舊址位於四川省巴中市通江縣瓦室鎮嘯口村八組，由院部、新劇團和烈士墓組成，建築總面積6433.8平方米。川陝省蘇維埃政府於1933年8月建立了川陝省工農總醫院。1934年2月遷駐水陸交通方便的嘯口梁麻壩嶺，下設有6個分醫院和新劇團。醫治無效的人員達2612位安葬於總醫院下一台探。1935年春，總醫院隨紅軍轉移。1994年，川陝省工農總醫院舊址被通江縣人民政府公佈為縣級文物保護單位。